# Haute-Normandie
Haute-Normandie var en fransk region. Den blev skabt i 1956, da Normandiet blev delt i Basse-Normandie og Haute-Normandie, og nedlagt 1. januar 2016, da den blev lagt sammen med Basse-Normandie i den nye region Normandie.